# Goin' back
Goin' back is een lied geschreven door Gerry Goffin en Carole King. Het liedje heeft als thema het terug in de tijd willen gaan naar de jeugdige onschuld van weleer. Goffin en King schreven het in 1966.
De eerste die het lied opnam was Genya Ravan onder haar artiestennaam Goldie, meer bekend als zangeres van Goldie & the Gingerbreads. Goffin en King waren niet tevreden over de opnamen en vervolgens waagde King zelf een poging. Zonder dat uitgebracht te hebben, gunde ze de eerste uitgifte van het lied aan Dusty Springfield. Daarna was het de beurt aan een twintigtal artiesten (gegevens 2016) die het ook opnamen. De enige versie die in Nederland een hit(je) werd was die van Diana Ross.

## Dusty Springfield
Dusty Springfield nam haar versie op op 16 juni 1966 in de Philips geluidsstudio te Stanhope Place te Londen. Peter Knight, die later de Moody Blues zou bijstaan op Days of Future Passed, verzorgde de begeleiding. Springfields versie werd alleen een hit in het Verenigd Koninkrijk, in de verenigde Staten werd het zelfs niet uitgebracht. Alhoewel niet afkomstig van een reguliere elpee, werd het later uitgebracht op een aantal verzamelalbums van de artieste.

### NPO Radio 2 Top 2000
Goin' back stond alleen in 2007 in de NPO Radio 2 Top 2000, op plek 1671.

## The Byrds
Een andere bekende versie is die van The Byrds. Zij namen het nummer op in de Columbia Studios in Hollywood. De opnamen vonden plaats verspreid over drie dagen: 9, 11 en 16 oktober 1967. Het nummer zorgde voor een tweespalt binnen de band. David Crosby zag niets in het nummer en zag tot overmaat van ramp zijn eigen nummer Triad sneuvelen voor het album The notorious Byrd Brothers. Crosby vond Triad meer inhoud hebben. Chris Hillman en Roger McGuinn vonden dat nummer over de seksuele revolutie niet passen op The notorious Byrd Brothers. Crosby werd uit de band gezet, ook al omdat Crosby daar in 1967 al min of meer op aanstuurde (afwijkend gedrag etc.). Ook de versie van The Byrds werd geen groot commercieel succes. Toch verscheen het op een aantal verzamelalbums van de band. Daarbij ontstond een discussie of The Byrds wellicht meerdere versies van dat nummer hadden opgenomen. Onderzoek naar de opnamegeschiedenis van The Byrds liet later zien dat er slechts een opname is uitgebracht, maar die verscheen in verschillende mixen.

## Diana Ross
De enige artieste, die er in Nederland en België, een klein hitje mee had was Diana Ross, maar ook hier bleef een hoge notering in de hitparades uit. Slechts in de Nederlandse Single Top 100 haalde het een notering; vier weken lang stond het genoteerd met als hoogste positie plaats 82. Er schijnen destijds ongeveer 1000 exemplaren verkocht te zijn. De single werd uitgegeven ter promotie van haar verzamelalbum Love and life.

## Phil Collins
Goin’ back werd de laatste single die Phil Collins uitbracht voordat hij door zijn toegenomen doofheid wilde stoppen met muziek (hij kwam er later op terug). Hij nam het op in Geneve, geluidsstudio Dinemec . Hij liet zich begeleiden door Bob Babbitt op basgitaar en Eddie Willis op gitaar. Phils zonen Nacolas en Matthew verzorgden het vingerknipperen en The Menuhin Academy vormden het strijkorkest. Collins’ versie werd in een aantal landen een bescheiden hitje, maar ook hier werd het geen groot commercieel succes. Dat in tegenstelling tot het album Going Back waar het lied opstond; dat album haalde in Nederland de eerste plaats en in België de tweede plaats in de albumlijsten.

## Anderen
Andere artiesten die het nummer uitbrachten waren uiteenlopende artiesten als The New Seekers, Nils Lofgren, Maggie Reilly en Marianne Faithfull.